# شهامت مدنی
شجاعت مدنی نوعی از شجاعت است که از قرابت زیادی به قهرمانی دارد، که در آن فرد شجاعانه در یک موقعیت اجتماعی اقدام به مداخله یا موضع‌گیری می‌کند.

## بررسی اجمالی
زمانی فرانکا مگنانی، یک روزنامه‌نگار و نویسنده ایتالیایی، نوشت: هر چه یک کشور دارای شهروندان بیشتری با شهامت مدنی باشد، به قهرمانان کمتری نیاز دارد.

## استفاده از عبارت در دوران معاصر
توبیاس گریتمایر، روان‌شناس، از شجاعت مدنی به عنوان اعمال نوعی از شجاعت یاد کرده‌است، که با هدف اجرای یک استاندارد اجتماعی یا اخلاقی بدون ملاحظه تأثیرات آن در موقعیت شخص انجام می‌شود. دلیل این امر آنست که این شجاعت مدنی اغلب باعث مجازات می‌شود چرا که با خطراتی همراه است و تقریباً طرد شدن از جانب نه تنها گروهی که فرد شجاع به آن تعلق دارد بلکه از حانب کل جامعه نیز تضمین می‌کند. به این ترتیب، از ایثار و سایر اشکال شجاعت متمایز می‌شود.
در مورد رفتار ایثارگرانه، فرد ممکن است انتظار داشته باشد که از او بخاطر کمک، علیرغم خسارات مالی یا مادی احتمالی، ستایش شود یا پیامدهای مثبت اجتماعی دریافت کند. در اقداماتی که شهامت مدنی نشان داده می‌شود، شخصی که این عمل را انجام می‌دهد ممکن است عواقب منفی اجتماعی مانند بیگانگی، سوء استفاده کلامی یا خشونت را تجربه کند. شجاعت مدنی وقتی نشان داده می‌شود که فرد، علیرغم تهدید قابل درک برای پیامدهای منفی، برای مداخله در یک زمینه اجتماعی اقدام کند. این در مورد افشاگرانی که لزوماً جان خود را به خطر نیانداخته اند، اما عمل آنها به سالها زندان انجامیده، نشان داده شده‌است.
کسانی هستند که شهامت مدنی را به مفهوم عدم خشونت منسوب به ماهاتما گاندی و مارتین لوتر کینگ جونیور مرتبط می‌دانند و چنین ارتباطی را به دلیل تصور غیر جالب و خسته کننده بودن آن. موجب کمرنگ شدن آن به عنوان الگوی رفتاری می‌دانند.